# Lago Capoey
El lago Capoey (en inglés: Lake Capoey) es uno de los cuerpos de agua que se encuentra cerca de la costa atlántica del país suramericano de Guyana. Se ubica al noroeste del río esequibo en un área reclamada por Venezuela como parte de la Guayana Esequiba. Mas al norte se encuentran el lago Calabash, el lago Mainstay y el resort del mismo nombre y el lago Tapakuma.
Las localidades más cercanas son las de Affiance y Taymouth Manor ambas en la región 2 de Pomeroon-Supenaam. El lugar es accesible por carretera y por bote desde los poblados de Anna Regina o Suddie.